# Su e zo per i ponti
La Su e zo per i ponti est une course sans classement qui se tient à Venise entre mars et avril. Elle démarre sur la place Saint-Marc en face du palais des Doges. Les participants suivent un parcours typique de la cité qui les mènent à travers les calli, campi et ponti (rues, places et ponts). La course tire son nom de ce parcours (« su » et « zo », signifient respectivement « haut » et « bas » dans le dialecte vénitien).
Différents parcours sont choisis pour les différentes classes d'âges des participants, et des boissons sont disponibles le long de ces parcours.
Les concurrents reçoivent une médaille commémorative à l'arrivée.